# Вольная борьба на летних Олимпийских играх 1936 — до 72 кг
Соревнования по вольной борьбе в рамках Олимпийских игр 1936 года в полусреднем весе (до 72 килограммов) прошли в Берлине с 2 по 5 августа 1936 года в «Германском Зале».
Турнир проводился по системе с начислением штрафных баллов. За чистую победу штрафные баллы не начислялись, за победу по очкам борец получал один штрафной балл, за поражение по очкам со счётом 2-1 два штрафных балла, за поражение со счётом 3-0 или чистое поражение — три штрафных балла. Борец, набравший пять штрафных баллов, из турнира выбывал. Тот круг, в котором число оставшихся борцов становилось меньше или равно количеству призовых мест, объявлялся финальным, и борцы, вышедшие в финал, проводили встречи между собой. В случае, если они уже встречались в предварительных встречах, такие результаты зачитывались. Схватка по регламенту турнира продолжалась 15 минут.
В полусреднем весе боролись 16 участников. Явных фаворитов как таковых в весе не было: по разным причинам сильнейшие борцы предыдущих чемпионатов в этом весе не участвовали. С определенной условностью можно было назвать Туре Андерссона, серебряного призёра чемпионата Европы 1934 года и Вилли Ангста, бронзового призёра чемпионата Европы 1935 года. Однако соревнования прошли интересно. После третьего круга лидировал американец Фрэнк Льюис, имея в активе три чистые победы и ни одного штрафного балла. Андерссон неожиданно проиграл во втором круге и после третьего круга имел три штрафных балла. Но в четвёртом круге Андерссон тушировал Льюиса и они сравнялись по штрафным баллам. Те же три балла имел канадец Джозеф Шляймер, который уже проиграл Льюису. Судьба золотой медали решилась в пятом круге, где Андерссон своего соперника победил по очкам (и получил ещё один штрафной балл), а Льюис победил чисто (и сохранил свои три балла). В финале уже разыгрывалось лишь серебро между Андерссоном и Шляймером.

## Призовые места
- Фрэнк Льюис
- Туре Андерссон
- Джозеф Шляймер

## Первый круг
| Штрафных баллов | Участник 1     | Результат   | Участник 2     | Штрафных баллов |
| --------------- | -------------- | ----------- | -------------- | --------------- |
| 1               | Йозеф Пар      | 2-1         | Джон О’Хара    | 2               |
| 0               | Туре Андерссон | Туше (5:20) | Алоиз Самец    | 3               |
| 1               | Яаакко Петиля  | 3-0         | Кальман Шовари | 3               |
| 0               | Вилли Ангст    | Туше (5:40) | Аугуст Кукк    | 3               |
| 0               | Фрэнк Льюис    | Туше (5:03) | Жюльен Бек     | 3               |
| 0               | Джозеф Шляймер | Туше (2:52) | Рашид Анвар    | 3               |
| 1               | Жан Журлен     | 2-1         | Хюсейн Эрчетин | 2               |
| 1               | Уильям Фокс    | 3-0         | Соити Масутоми | 3               |

## Второй круг
| Штрафных баллов | Участник 1     | Результат    | Участник 2     | Штрафных баллов |
| --------------- | -------------- | ------------ | -------------- | --------------- |
| 3               | Джон О’Хара    | 3-0          | Алоиз Самец    | 6               |
| 1               | Йозеф Пар      | Туше (14:58) | Туре Андерссон | 3               |
| 1               | Вилли Ангст    | 3-0          | Яаакко Петиля  | 4               |
| 4               | Кальман Шовари | 2-1          | Аугуст Кукк    | 5               |
| 0               | Фрэнк Льюис    | Туше (6:17)  | Джозеф Шляймер | 3               |
| 3               | Жюльен Бек     | Туше (7:43)  | Рашид Анвар    | 6               |
| 3               | Хюсейн Эрчетин | 3-0          | Уильям Фокс    | 4               |
| 1               | Жан Журлен     | Туше (4:20)  | Соити Масутоми | 6               |

## Третий круг
| Штрафных баллов | Участник 1     | Результат   | Участник 2     | Штрафных баллов |
| --------------- | -------------- | ----------- | -------------- | --------------- |
| 3               | Туре Андерссон | Туше (1:53) | Джон О’Хара    | 6               |
| 2               | Йозеф Пар      | 3-0         | Яаакко Петиля  | 7               |
| 1               | Вилли Ангст    | Туше (4:56) | Кальман Шовари | 7               |
| 0               | Фрэнк Льюис    | Туше (5:59) | Хюсейн Эрчетин | 6               |
| 3               | Джозеф Шляймер | Туше (4:26) | Жюльен Бек     | 6               |
| 3               | Жан Журлен     | Неявка      | Уильям Фокс    | 7               |

## Четвёртый круг
| Штрафных баллов | Участник 1     | Результат    | Участник 2  | Штрафных баллов |
| --------------- | -------------- | ------------ | ----------- | --------------- |
| 4               | Жан Журлен     | 3-0          | Йозеф Пар   | 6               |
| 3               | Туре Андерссон | Туше (12:24) | Фрэнк Льюис | 3               |
| 3               | Джозеф Шляймер | Туше (8:14)  | Вилли Ангст | 4               |

## Пятый круг
| Штрафных баллов | Участник 1     | Результат   | Участник 2  | Штрафных баллов |
| --------------- | -------------- | ----------- | ----------- | --------------- |
| 4               | Туре Андерссон | 3-0         | Жан Журлен  | 7               |
| 3               | Фрэнк Льюис    | Туше (6:00) | Вилли Ангст | 7               |
| 3               | Джозеф Шляймер | Пропускал   |             |                 |

## Финал
| Штрафных баллов | Участник 1     | Результат   | Участник 2     | Штрафных баллов |
| --------------- | -------------- | ----------- | -------------- | --------------- |
| 4               | Туре Андерссон | Туше (3:36) | Джозеф Шляймер | 6               |